# Guillem Jou Coll
Guillem Jou Coll (Llagostera, el Gironès, 15 de juliol de 1997) és un jugador de bàsquet professional català. Juga d'escorta i el seu actual equip és el Bàsquet Manresa de la Lliga ACB.
El jove escorta va arribar al planter del Bàsquet Manresa el 2013, procedent del Club Bàsquet Sant Josep Girona. Durant dues temporades va formar part de l'equip júnior del Catalana Occident Manresa, fins a destacar i ser seleccionat el 2015 en categoria sub-18 per la selecció espanyola. Va jugar el Mundial 3 × 3 júnior amb el combinat estatal i va ser clau en convertir un triple que va valer una medalla de bronze. Abans, quan era júnior de primer any, va disputar el Campionat d'Espanya Júnior celebrat a Marín (Pontevedra) i en el qual el conjunt manresà va aconseguir un meritori sisè lloc. La temporada 2015-16, forma part del BC Martorell de la lliga EBA i debuta en Lliga ACB amb el primer equip del Bàsquet Manresa. Amb la selecció espanyola disputa l'Europeu 3x3 sub 18 a Belarús 2015 i el Mundial 3x3 Sub18, a Debrecen (Hongria).

## Palmarès
- Selecció espanyola
  - Medalla de Bronze a l'Europeu 3x3 de Belarús 2015.